# 訴諸諂媚
訴諸諂媚（appeal to flattery）是一種訴諸情感謬誤，係透過奉承與諂媚他人，冀使其支持自己的觀點。

## 示例
例一
你這麼聰明，一定知道這件事多麼值得做吧！
例二
我的產品需要美女認可，而我第一個想到的是妳。
例三
像你這麼聰明又有獨立思考能力的人，一定很容易就想通為什麼該支持這位政客吧！

## 外部連結
- （英文）Fallacy: Appeal to Flattery（页面存档备份，存于）